# Pacto de Pedras Altas

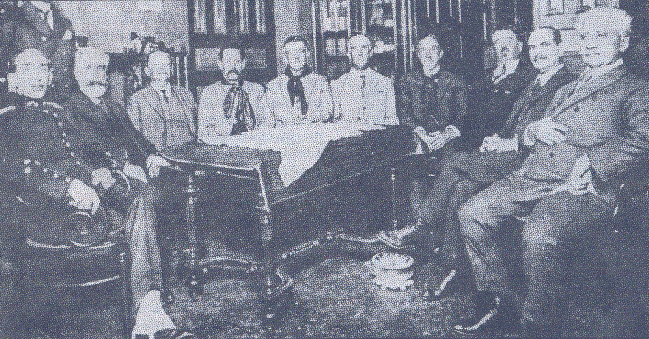
Assinatura do pacto em 1923, Assis Brasil à direita

O Pacto de Pedras Altas foi o tratado de paz realizado no final da Revolução de 1923 (assinado em 14 de dezembro de 1923), pondo fim ao conflito armado no Rio Grande do Sul. Ele deve seu nome a um castelo então pertencente a Assis Brasil, em Pedras Altas, onde foi assinado.
A Revolução de 1923 foi o movimento armado ocorrido durante onze meses daquele ano no estado brasileiro do Rio Grande do Sul, em que lutaram, de um lado, os partidários do governo de Borges de Medeiros (borgistas ou chimangos) e, de outro, os oposicionistas de Assis Brasil (assisistas ou maragatos). A “Ata de Pacificação do Rio Grande do Sul”, com dez cláusulas, anistiou os rebeldes, deu garantias à lisura do processo eleitoral e permitiu a Borges de Medeiros governar até o final de seu mandato, mas vedou a reeleição. Como resultado, a oposição liberal foi institucionalizada e disputou as eleições seguintes na chapa da Aliança Libertadora.
A curto prazo, o acordo não pacificou o Rio Grande do Sul. Novas revoltas estouraram em cada um dos três anos seguintes — em 1924, em 1925 e em 1926. Contrariando suas promessas, o governo de Borges de Medeiros ainda perseguiu e exilou chefes libertadores. Vários dos oposicionistas não se contentaram com os termos, pois queriam a deposição imediata de Borges de Medeiros. Os veteranos da Revolução de 1923 aliaram-se, então, aos militares tenentistas. Todas as três revoltas seguintes foram derrotadas.
A longo prazo, o pacto foi “ um marco na história dos conflitos armados que assolaram o Rio Grande”, iniciando um rearranjo político das elites gaúchas, no qual o Partido Republicano Riograndense (PRR) começou a perder seu monopólio da máquina estadual. O sucessor de Borges de Medeiros, Getúlio Vargas, tomou posse em 1928. Embora membro do PRR, ele incluiu em sua administração membros do Partido Libertador (PL), formado pelos opositores de Borges de Medeiros. O PRR e PL uniram-se na Frente Única Gaúcha.
A proibição à reeleição de governadores no Rio Grande do Sul foi mais tarde eliminada, mas perdurou como tabu na política estadual. Depois de Borges de Medeiros, o eleitorado rio-grandense não reelegeu nenhum governador até Eduardo Leite, na eleição de 2022.